# Lac Pamouscachiou
Lac Pamouscachiou är en sjö i Kanada.   Den ligger i regionen Saguenay–Lac-Saint-Jean och provinsen Québec, i den östra delen av landet, 600 km nordost om huvudstaden Ottawa. Lac Pamouscachiou ligger 393 meter över havet.
I omgivningarna runt Lac Pamouscachiou växer i huvudsak blandskog. Trakten runt Lac Pamouscachiou är nära nog obefolkad, med mindre än två invånare per kvadratkilometer.